# Перелік центральних органів виконавчої влади України
Перелік центральних органів виконавчої влади України
Міністрів призначає Верховна Рада України. Керівників центральних органів виконавчої влади, які не входять до складу Кабінету Міністрів України, відповідно до Конституції, призначає Кабінет Міністрів України.
Діяльність державних служб, агентств, інспекцій координує і спрямовує відповідний міністр, але не оперативно, а через нормативні акти.
Найкращі представники серед державних службовців України щорічно обираються Національним агентством України з питань державної служби на всеукраїнському конкурсі «Кращий державний службовець».

## Міністерства
Міністерство — ключовий орган виконавчої влади, що формує державну політику в межах своєї компетенції, контролює діяльність інших центральних органів виконавчої влади, які перебувають у його підпорядкуванні.
В Україні діють 15 міністерств:
1. Міністерство внутрішніх справ України (МВС)
2. Міністерство енергетики України (Міненерго)
3. Міністерство закордонних справ України (МЗС)
4. Міністерство розвитку громад та територій України (Мінрозвитку)
5. Міністерство культури та стратегічних комунікацій України (МКСК)
6. Міністерство оборони України (Міноборони)
7. Міністерство освіти і науки України (МОН)
8. Міністерство охорони здоров'я України (МОЗ)
9. Міністерство економіки, довкілля та сільського господарства України (Мінекономіки)
10. Міністерство соціальної політики, сім'ї та єдності України (Мінсоцполітики)
11. Міністерство у справах ветеранів України (Мінветеранів)
12. Міністерство цифрової трансформації України (Мінцифри)
13. Міністерство фінансів України (Мінфін)
14. Міністерство юстиції України (Мін'юст)
15. Міністерство молоді та спорту України (Мінмолодьспорт)

## Державні і національні служби
Головна функція служб — надання державних послуг громадянам та юридичним особам. Виокремлення цієї функції мусить якісно покращити систему державного управління та створити сприятливі умови для подальшої антикорупційної діяльності.
1. Державна авіаційна служба України (Державіаслужба)
2. Державна архівна служба України (Укрдержархів)
3. Державна казначейська служба України (Казначейство)
4. Державна міграційна служба України (ДМС)
5. Державна митна служба України (Держмитслужба)
6. Державна податкова служба України (ДПС)
7. Державна регуляторна служба України (ДРС)
8. Державна сервісна служба містобудування України (Держсервісбуд)
9. Державна служба геології та надр України (Держгеонадра)
10. Державна служба експортного контролю України (Держекспортконтроль)
11. Державна служба статистики України (Держстат)
12. Державна служба України з лікарських засобів та контролю за наркотиками (Держлікслужба)
13. Державна служба України з безпеки на транспорті (Укртрансбезпека)
14. Державна служба України з питань безпечності харчових продуктів та захисту споживачів (Держпродспоживслужба)
15. Державна служба України з питань геодезії, картографії та кадастру (Держгеокадастр)
16. Державна служба України з питань праці (Держпраці)
17. Державна служба України з надзвичайних ситуацій (ДСНС)
18. Державна служба фінансового моніторингу України (Держфінмоніторинг)
19. Державна соціальна служба України (Держсоцслужба)
20. Державна служба якості освіти України
21. Державна служба морського та внутрішнього водного транспорту України (Морська адміністрація)
22. Державна служба України з етнополітики та свободи совісті (Держетнополітики)
23. Національна служба здоров'я України (НСЗУ)

## Державні і національні агентства
Агентства наділені управлінськими функціями щодо державного майна й надаватимуть послуги юридичним особам, які пов'язані з об'єктами державної власності.
1. Агентство з управління державним боргом України (Боргове агентство)
2. Державне агентство відновлення та розвитку інфраструктури України (Агентство відновлення)
3. Державне агентство водних ресурсів України (Держводагентство)
4. Державне агентство з енергоефективності та енергозбереження України (Держенергоефективності)
5. Державне агентство інфраструктурних проектів України (Укрінфрапроект)
6. Державне агентство лісових ресурсів України (Держлісагентство)
7. Державне агентство резерву України (Держрезерв)
8. Державне агентство рибного господарства України (Держрибагентство)
9. Державне агентство розвитку туризму України (Держтуризм)
10. Державне агентство України з питань кіно (Держкіно)
11. Державне агентство України з питань мистецтв та мистецької освіти (Держмистецтв)
12. Державне агентство України з управління зоною відчуження (ДАЗВ)
13. Державне космічне агентство України (ДКА)
14. Національне агентство з питань запобігання корупції (НАЗК)
15. Національне агентство України з питань виявлення, розшуку та управління активами, одержаними від корупційних та інших злочинів (АРМА)
16. Національне агентство України з питань державної служби (НАДС)

## Державні інспекції
Інспекція здійснює нагляд та контроль за дотриманням і виконанням законодавства.
1. Державна екологічна інспекція України (Держекоінспекція)
2. Державна інспекція енергетичного нагляду України (Держенергонагляд)
3. Державна інспекція архітектури та містобудування України (ДІАМ)
4. Державна інспекція ядерного регулювання України (Держатомрегулювання)
5. Державна аудиторська служба України (Держаудитслужба)

## Інші центральні органи виконавчої влади
1. Адміністрація Державної прикордонної служби України (Адміністрація Держприкордонслужби)[2][3][8]
2. Адміністрація Державної служби спеціального зв'язку та захисту інформації (Адміністрація Держспецзв'язку)
3. Державний комітет телебачення і радіомовлення України (Держкомтелерадіо)
4. Антимонопольний комітет України (АМКУ)
5. Національна комісія зі стандартів державної мови
6. Комісія з питань забезпечення реалізації прав релігійних організацій
7. Національна поліція України (поліція)
8. Український інститут національної пам'яті (УІНП)
9. Фонд державного майна України (ФДМУ)
10. Пенсійний фонд України (ПФУ)
11. Національна комісія, що здійснює державне регулювання у сферах електронних комунікацій, радіочастотного спектра та надання послуг поштового зв'язку
12. Національна комісія, що здійснює державне регулювання у сферах енергетики та комунальних послуг

## Колишні міністерства
- Міністерство будівництва (1990—1991)[9][10]
- Міністерство вищої і середньої спеціальної освіти (1990—1991)[9][10]
- Міністерство водних ресурсів і водного господарства (1990—1991)[9][10]
- Міністерство деревообробної промисловості (1990—1991)[9][10]
- Міністерство економіки України (у 2001—2005 — Міністерство економіки та європейської інтеграції України) (1991—2010)[10][11]
- Міністерство енергетики і електрифікації України (1990—1997)[9][12]
- Міністерство енергетики України (1997—1999)[12][13]
- Міністерство палива та енергетики України (1999—2010)[13][11]
- Міністерство енергетики та вугільної промисловості України (2010—2019)
- Міністерство вугільної промисловості України (1994—1999, 2005—2010)[14][13][15][11]
- Міністерство культури України (1990—1995[9][16], 2010—2019)
- Міністерство культури і мистецтв України (1995—2005)
- Міністерство культури і туризму України (2005—2010)
- Міністерство легкої промисловості (1990—1991)[9][10]
- Міністерство лісового господарства України (1990—1997)[9][17]
- Міністерство монтажних і спеціальних будівельних робіт (1990—1991)[9][10]
- Міністерство народної освіти України (1990—1991)[9][18]
- Міністерство праці (1990—1997)[9][19]
- Міністерство промисловості будівельних матеріалів (1990—1991)[9][10]
- Міністерство соціального забезпечення України (1990—1992)[9][20]
- Міністерство торгівлі України (1990—1992)[9][21]
- Міністерство транспорту України (1990—2004)
- Міністерство хлібопродуктів (1990—1991)[9][10]
- Міністерство вищої освіти України (1991)[10][18]
- Міністерство України у справах захисту населення від наслідків аварії на Чорнобильській АЕС (1991—1996)[10][22]
- Міністерство охорони навколишнього природного середовища України (1990—1994, 2003—2010)
- Міністерство статистики України
- Міністерство сільського господарства України (1991—1992)[10][21]
- Міністерство освіти України (1991—1999)[18][13]
- Міністерство промисловості України (1992—1997)[21][23]
- Міністерство машинобудування, військово-промислового комплексу і конверсії України (1992—1997)[21][23]
- Міністерство зовнішньоекономічних зв'язків України (1991—1992)[10][21]
- Міністерство України у справах роздержавлення власності і демонополізації виробництва (1991—1992)[10][20]
- Міністерство зовнішніх економічних зв'язків і торгівлі України (1992, 1995—1999)[21][20]
- Міністерство зв'язку України (1990—1991, 1992–…)[9][10][21]
- Міністерство України у справах молоді і спорту (1991—1996)[10][22]
- Міністерство інвестицій і будівництва України (1992)[21][20]
- Міністерство державних ресурсів України (1992)[21][20]
- Міністерство сільського господарства і продовольства України (1992—1997)[21][24]
- Міністерство соціального захисту населення  України (1992—1997)[20][19]
- Міністерство зовнішніх економічних зв'язків України (1992—1995)
- Міністерство України у справах національностей та міграції (1993—1994, 1995—1996)[25][26][27][22]
- Міністерство України у справах національностей, міграції та культів (1994—1995)[26][27]
- Міністерство України у справах преси та інформації (1994—1996)[28][29]
- Міністерство рибного господарства України (1994—1997)[30][31]
- Міністерство охорони навколишнього природного середовища та ядерної безпеки України (1994—1999)
- Міністерство України у справах будівництва і  архітектури
- Міністерство України у справах сім'ї та молоді (1996—1999)
- Міністерство України з питань надзвичайних ситуацій та у справах захисту населення від наслідків Чорнобильської катастрофи (в 1996 — Міністерство України з питань надзвичайних ситуацій)
- Міністерство інформації України (1996—1999)[29]
- Міністерство України у справах науки і технологій (1996–?)[22]
- Міністерство агропромислового комплексу України (1997—1999)[24]
- Міністерство аграрної політики України
- Міністерство промислової політики України (1997—2010, 2012—2014)
- Міністерство праці та соціальної політики України (1997—2010)

#### Хронологія
- 13 травня 1991 року прийнято Закон УРСР № 1030б-XII «Про перелік міністерств та інші центральні органи державного управління Української РСР», яким затверджено перелік міністерств УРСР
- 25 лютого 1992 року № 98 указом Президента України «Про зміни в системі центральних органів державної виконавчої влади України» затверджено новий перелік міністерств.
- Указом Президента України від 15 грудня 1999 року № 1573/99 «Про зміни у структурі центральних органів виконавчої влади» внесено зміни до переліку міністерств.[13]
- 21 серпня 2001 року Міністерство економіки перейменовано на Міністерство економіки та з питань європейської інтеграції України.[32]
- 20 квітня 2005 року Міністерство економіки та з питань європейської інтеграції України перейменовано на Міністерство економіки.[33]
- Указом Президента України від 9 грудня 2010 року № 1085/2010 «Про оптимізацію системи центральних органів виконавчої влади» внесено зміни до системи ЦОВВ.[11]
- 6 квітня 2011 року Президент України додатково оптимізував систему центральних органів виконавчої влади України[34].
- 8 квітня 2011 року Президент України вніс зміну в Указ щодо додаткової оптимізації від 6 квітня[35].
- 24 грудня 2012 року Президент України утворив Міністерство доходів і зборів України, реорганізувавши Державну митну службу України та Державну податкову службу України; Міністерство промислової політики України, реорганізувавши Державне агентство України з управління державними корпоративними правами та майном; Державну службу України з надзвичайних ситуацій, реорганізувавши Міністерство надзвичайних ситуацій України та Державну інспекцію техногенної безпеки України[36]
- 28 лютого 2013 року Президент України утворив Міністерство освіти і науки України та Міністерство молоді та спорту України, реорганізувавши Міністерство освіти і науки, молоді та спорту України та Державну службу молоді та спорту України.[37]

- 1 березня 2014 року було ліквідовано Міністерство доходів і зборів України[38].
- 20 квітня 2016 року створено Міністерство з питань тимчасово окупованих територій та внутрішньо переміщених осіб України.

## Державні комітети
Державний комітет (державна служба) є центральним органом виконавчої влади, діяльність якого спрямовує і координує Прем'єр-міністр України або один із віце-прем'єр-міністрів чи міністрів. Державний комітет (державна служба) вносить пропозиції щодо формування державної політики відповідним членам Кабінету Міністрів України та забезпечує її реалізацію у визначеній сфері діяльності, здійснює управління в цій сфері, а також міжгалузеву координацію та функціональне регулювання з питань, віднесених до його відання.
- Державний комітет України по соціальному розвитку села, а також підприємств і організацій м'ясної і молочної промисловості
- Державний комітет України по харчовій і переробній промисловості
- Державний комітет України по хімічній, нафтохімічній промисловості та медичних препаратах
- Державний комітет України по оборонній промисловості і машинобудуванню
- Державний комітет України у справах архітектури, будівництва і охорони історичного середовища
- Державний комітет України по зв'язку

Система державних комітетів була успадкована з СРСР і отримала розвиток у 1950—1960ті.
Інститут державних міністрів України був ліквідований 25 лютого 1992 як такий, що не виправдав себе.
Існував окремий інститут урядових комітетів.